# Рівновелика проєкція

Карта світу в рівновеликій проєкції Мольвейде з нанесеними еліпсами спотворення

Рівновелика проєкція — один з основних типів картографічних проєкцій.
Не спотворює площ і зберігає на всій карті єдиний масштаб площ, завдяки чому площі фігур на карті пропорційні площам відповідних фігур у реальності, але при цьому значно спотворюються кути та форми.
Використовуються при дрібномасштабних побудовах. Якщо в ній зображено велику територію, то до країв карти спотворення обрисів стають суттєвими.

## Класифікація
- Рівновелика конічна проєкція Альберса (1805)
- Рівновелика еліптична псевдоциліндрична проєкція IV Екерта
- Рівновелика псевдоциліндрична проєкція VI Екерта зі синусоїдальними меридіанами
- Рівновелика циліндрична проєкція
- Рівновелика циліндрична проєкція Галла
- Рівновелика азимутальна проєкція Ламберта
- Рівновелика циліндрична проєкція Ламберта